# Sclerophrys djohongensis
Sclerophrys djohongensis és una espècie de gripau de la família Bufonidae. El nom anterior, Amietophrynus djohongensis es considera com un sinònim minor des de l'estudi d'Ohler & Dubois del 2016.
Habita a Camerun i possiblement a Nigèria. El seu hàbitat natural inclou boscos tropicals o subtropicals secs i a baixa altitud, montans secs, sabanes, prades tropicals o subtropicals a gran altitud i rius. Originalment s'havia descrit com a subespècie de Bufo funereus (actualment Sclerophrys funerea). Podria ser un sinònim més modern d'Sclerophrys villiersi.
Està amenaçada d'extinció per la pèrdua del seu hàbitat a causa de l'agricultura, l'excés de pastura del bestiar, la tala per fusta, incendis i establiments humans.